# 孔多富里
孔多富里（義大利語：Condofuri），是意大利雷焦卡拉布里亚省的一个市镇。总面积58平方公里，人口4980人，人口密度85.9人/平方公里（2009年）。ISTAT代码为080029。